# رافنسمور (تشيشير)
رافنسمور (بالإنجليزية: Ravensmoor)‏ هي قرية تقع في المملكة المتحدة في شمال غرب إنجلترا.